# China op de Olympische Spelen
China is een van de landen die deelneemt aan de Olympische Spelen. China debuteerde op de Zomerspelen van 1952, de tweede deelname aan de Zomerspelen volgde in 1984. China nam in 1980 voor het eerst deel aan de Winterspelen.
In 2022 nam China voor de twaalfde keer deel aan de Winterspelen, in 2024 voor de twaalfde keer aan de Zomerspelen. Het is een van de 44 landen die zowel op de Winter- als de Zomerspelen een medaille haalde, tot nu toe mee dan 800 medailles in totaal.

## Medailles en deelnames
De tabel geeft een overzicht van de jaren waarin werd deelgenomen, het aantal gewonnen medailles en de eventuele plaats in het medailleklassement.
| Zomerspelen | Zomerspelen | Zomerspelen | Zomerspelen | Zomerspelen | Zomerspelen |        | Winterspelen | Winterspelen | Winterspelen | Winterspelen | Winterspelen | Winterspelen |
| Jaar        | Goud        | Zilver      | Brons       | Totaal      | Rang        | Jaar   | Goud         | Zilver       | Brons        | Totaal       | Rang         |              |
| 1952        | 0           | 0           | 0           | 0           | -           | 1952   | -            | -            | -            | -            | -            |              |
| 1956        | -           | -           | -           | -           | -           | 1956   | -            | -            | -            | -            | -            |              |
| 1960        | -           | -           | -           | -           | -           | 1960   | -            | -            | -            | -            | -            |              |
| 1964        | -           | -           | -           | -           | -           | 1964   | -            | -            | -            | -            | -            |              |
| 1968        | -           | -           | -           | -           | -           | 1968   | -            | -            | -            | -            | -            |              |
| 1972        | -           | -           | -           | -           | -           | 1972   | -            | -            | -            | -            | -            |              |
| 1976        | -           | -           | -           | -           | -           | 1976   | -            | -            | -            | -            | -            |              |
| 1980        | -           | -           | -           | -           | -           | 1980   | 0            | 0            | 0            | 0            | -            |              |
| 1984        | 15          | 8           | 9           | 32          | 4           | 1984   | 0            | 0            | 0            | 0            | -            |              |
| 1988        | 5           | 11          | 12          | 28          | 11          | 1988   | 0            | 0            | 0            | 0            | -            |              |
| 1992        | 16          | 22          | 16          | 54          | 4           | 1992   | 0            | 3            | 0            | 3            | 15           |              |
| 1996        | 16          | 22          | 12          | 50          | 4           | 1994   | 0            | 1            | 2            | 3            | 19           |              |
| 2000        | 28          | 16          | 14          | 58          | 3           | 1998   | 0            | 6            | 2            | 8            | 16           |              |
| 2004        | 32          | 17          | 14          | 63          | 2           | 2002   | 2            | 2            | 4            | 8            | 13           |              |
| 2008        | 48          | 22          | 30          | 100         | 1           | 2006   | 2            | 4            | 5            | 11           | 14           |              |
| 2012        | 38          | 31          | 22          | 91          | 2           | 2010   | 5            | 2            | 4            | 11           | 7            |              |
| 2016        | 26          | 18          | 26          | 70          | 3           | 2014   | 3            | 4            | 2            | 9            | 12           |              |
| 2020        | 38          | 32          | 19          | 89          | 2           | 2018   | 1            | 6            | 2            | 9            | 16           |              |
| 2024        | 40          | 27          | 24          | 91          | 2           | 2022   | 9            | 4            | 2            | 15           | 4            |              |
| Totaal      | 302         | 226         | 198         | 726         |             | Totaal | 22           | 32           | 23           | 77           |              |              |
| Tot. Z+W    | 324         | 258         | 221         | 803         |             |        |              |              |              |              |              |              |

Afghanistan · Albanië · Algerije · Amerikaans-Samoa · Amerikaanse Maagdeneilanden · Andorra · Angola · Antigua en Barbuda · Argentinië · Armenië · Aruba · Australië · Azerbeidzjan · Bahama's · Bahrein · Bangladesh · Barbados · België · Belize · Benin · Bermuda · Bhutan · Bolivia · Bosnië en Herzegovina · Botswana · Brazilië · Britse Maagdeneilanden · Brunei · Bulgarije · Burkina Faso · Burundi · Cambodja · Canada · Centraal-Afrikaanse Republiek · Chili · China · Chinees Taipei · Colombia · Comoren · Congo-Brazzaville · Congo-Kinshasa · Cookeilanden · Costa Rica · Cuba · Cyprus · Denemarken · Djibouti · Dominica · Dominicaanse Republiek · Duitsland · Ecuador · Egypte · El Salvador · Equatoriaal-Guinea · Eritrea · Estland · Ethiopië · Fiji · Filipijnen · Finland · Frankrijk · Gabon · Gambia · Georgië · Ghana · Grenada · Griekenland · Groot-Brittannië · Guam · Guatemala · Guinee · Guinee-Bissau · Guyana · Haïti · Honduras · Hongarije · Hongkong · Ierland · IJsland · India · Indonesië · Irak · Iran · Israël · Italië · Ivoorkust · Jamaica · Japan · Jemen · Jordanië · Kaaimaneilanden · Kaapverdië · Kameroen · Kazachstan · Kenia · Kirgizië · Kiribati · Koeweit · Kosovo · Kroatië · Laos · Lesotho · Letland · Libanon · Liberia · Libië · Liechtenstein · Litouwen · Luxemburg · Madagaskar · Malawi · Malediven · Maleisië · Mali · Malta · Marokko · Marshalleilanden · Mauritanië · Mauritius · Mexico · Micronesië · Moldavië · Monaco · Mongolië · Montenegro · Mozambique · Myanmar · Namibië · Nauru · Nederland · Nepal · Nicaragua · Nieuw-Zeeland · Niger · Nigeria · Noord-Korea · Noord-Macedonië · Noorwegen · Oeganda · Oekraïne · Oezbekistan · Oman · Oost-Timor · Oostenrijk · Pakistan · Palau · Palestina · Panama · Papoea-Nieuw-Guinea · Paraguay · Peru · Polen · Portugal · Puerto Rico · Qatar · Roemenië · Rusland · Rwanda · Saint Kitts en Nevis · Saint Lucia · Saint Vincent en de Grenadines · Salomonseilanden · Samoa · San Marino · Saoedi-Arabië · Sao Tomé en Principe · Senegal · Servië · Seychellen · Sierra Leone · Singapore · Slovenië · Slowakije · Somalië · Spanje · Sri Lanka · Soedan · Suriname · Swaziland · Syrië · Tadzjikistan · Tanzania · Thailand · Togo · Tonga · Trinidad en Tobago · Tsjaad · Tsjechië · Tunesië · Turkije · Turkmenistan · Tuvalu · Uruguay · Vanuatu · Venezuela · Verenigde Arabische Emiraten · Verenigde Staten · Vietnam · Wit-Rusland · Zambia · Zimbabwe · Zuid-Afrika · Zuid-Korea · Zuid-Soedan · Zweden · Zwitserland
Historische landen: Bohemen · Bondsrepubliek Duitsland · Brits-Indië · Duitse Democratische Republiek · Joegoslavië · Malaya · Nederlandse Antillen · Noord-Borneo · Noord-Jemen · Saarland · Servië en Montenegro · Sovjet-Unie · Tsjecho-Slowakije · West-Indische Federatie · Zuid-Jemen
Bijzondere deelnames: Onafhankelijke olympische atleten · Vluchtelingenteam 
 Australazië · Duits Eenheidsteam · Gemengd team · Gezamenlijk Team